# Pierre Cuypers

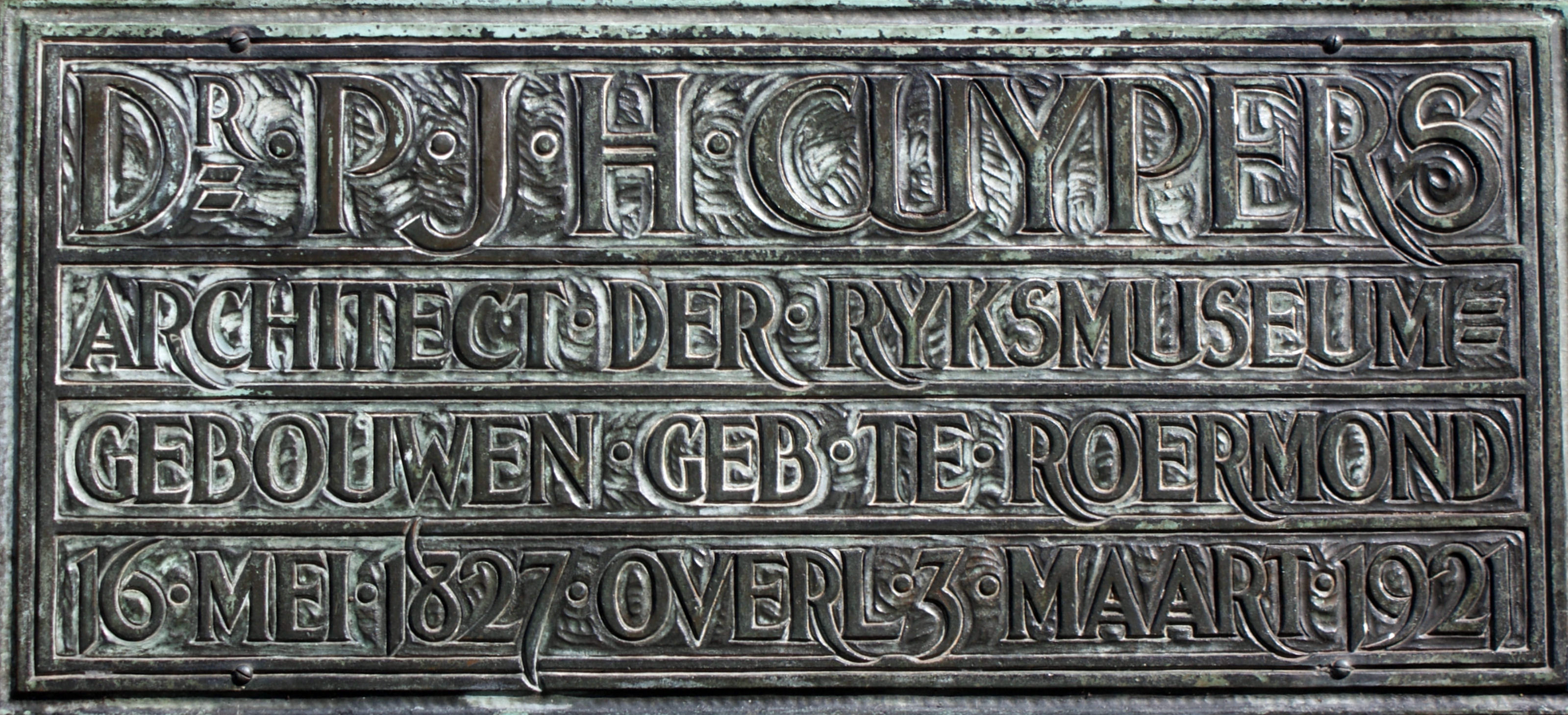
Bronzen Plaquette Standbeeld Dr. Pierre Cuypers Roermond

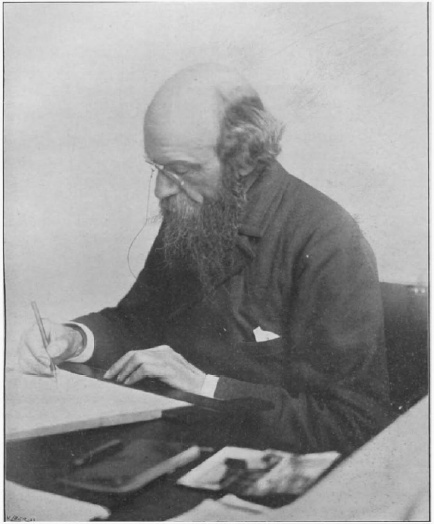
Cuypers rond 1905

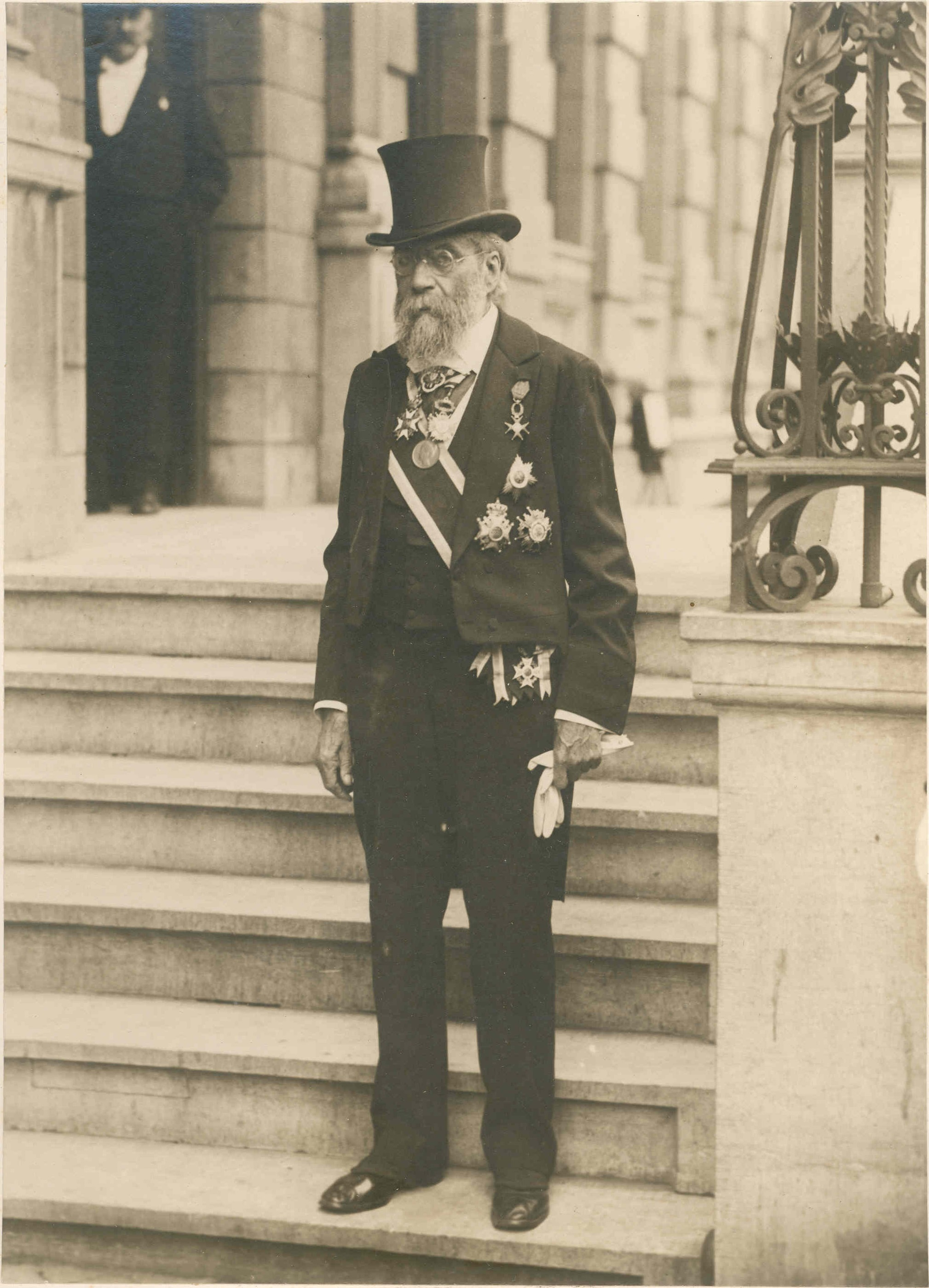
De oude Cuypers met zijn ridderorden waaronder de door hem ontworpen Orde van Oranje-Nassau

Petrus Josephus Hubertus (Pierre) Cuypers (Roermond, 16 mei 1827 – aldaar, 3 maart 1921) was een Nederlandse architect.
Zijn naam wordt vaak in één adem genoemd met het Rijksmuseumgebouw (1876-1885) en het Centraal Station (1881-1889), beide in Amsterdam. Cuypers was echter in de eerste plaats een architect van kerken. Hij ontwierp meer dan honderd kerken, waarvan er ongeveer zeventig werden gebouwd. Zijn eerste kerk, de San Salvatorkerk bouwde hij in 1853-1854 in Oeffelt. Deze kerk ging in 1944 door oorlogsgeweld verloren. Daarnaast ontwierp Cuypers kapellen en kloosters en restaureerde hij tientallen oude kerken, waarbij de restauratie vaak samenging met een uitbreiding en/of metamorfose in Cuypers' stijl. Behalve kerken restaureerde hij een groot aantal andersoortige monumenten. Ook was hij de ontwerper van de troon waarop de Koning elk jaar tijdens Prinsjesdag de troonrede uitspreekt. Deze troon stamt uit 1904.
Cuypers' invloed beperkte zich niet alleen tot zijn eigen zoon, architect Joseph Cuypers, en tot zijn vele eigen leerlingen, maar ook architecten als H.P. Berlage en Michel de Klerk zijn in grote mate door hem beïnvloed. De architect werd verketterd en vereerd. Sommige niet-katholieken vonden dat hij met zijn architectuur Nederland terugvoerde naar de 'donkere middeleeuwen'. De door hem ontworpen neogotische interieurs zijn in latere jaren welhaast stelselmatig verminkt. Begin eenentwintigste eeuw worden echter miljoenen uitgetrokken om gebouwen als het Centraal Station en het Rijksmuseum weer in oude luister terug te brengen.
Het jaar 2007-2008 werd uitgeroepen tot het Cuypersjaar ter gelegenheid van zijn 180e geboortedag. In september 2007 verschenen een uitgebreide monografie en de eerste biografie over Cuypers. In 2011 opende het Cuypershuis in Roermond. Het museum is gevestigd in zijn oorspronkelijke woonhuis en ateliers.

## Biografie
Cuypers was de zoon van een kerkenschilder en groeide op in een omgeving waarin belangstelling voor kunst werd aangemoedigd. Na zijn opleiding aan het Stedelijk College te Roermond vertrok hij in 1844 naar Antwerpen om er aan de Kunstacademie architectuur te studeren. Hier kreeg hij les van Frans Andries Durlet, Frans Stoop en Ferdinand Berckmans, allen pioniers van de neogotiek in België. Cuypers was een goede leerling; in 1849 slaagde hij en behaalde hij de Prix d'Excellence. Een van zijn examenstukken was het ontwerp voor een neogotische kerk. In hetzelfde jaar deed hij mee aan een concours om stadsarchitect van Maastricht te worden. Hij eindigde als vierde.
Na een rondreis door het Duitse Rijnland, waar hij onder meer de in aanbouw zijnde Dom van Keulen bezocht, keerde hij terug naar Roermond, waar hij in 1851 tot stadsarchitect werd benoemd. In 1852 richtte hij met Frans Stoltzenberg het Atelier Cuypers-Stoltzenberg op, waar kerkelijke kunst en meubelstukken werden vervaardigd. In Cuypers' woonhuis annex atelier dat hij in 1853 bouwde, is heden het Cuypershuis gevestigd.
Pierre Cuypers is tweemaal getrouwd geweest. Zijn eerste huwelijk was in 1850 met Rosalia van de Vin uit Antwerpen. Ze kregen twee dochters; helaas stierven Pierres echtgenote en hun tweede dochter in 1855 aan tuberculose.
In 1859 trouwde Cuypers met Antoinette Alberdingk Thijm (de zuster van Joseph Alberdingk Thijm), die een begaafd zangeres was. Uit dit huwelijk werden twee zoons en vier dochters geboren, onder wie zoon Joseph, die later eveneens een bekend architect werd, en dochter Katrina, die actief werd als ontwerper en uitvoerder van kerkelijke borduurkunst. Het oudste kind, de eerste dochter, werd doodgeboren; daarna kwamen de beide jongens, van wie de tweede, Theo, kort na zijn tweede verjaardag overleed. Daarna kwamen nog drie dochters.

### Gemetselde gewelven
Cuypers was de eerste Nederlandse architect die zich verdiepte in de constructie-eigenschappen van de gotiek en het ook aandurfde die principes in de praktijk te brengen. Zo was hij de eerste architect sinds eeuwen die weer gemetselde gewelven toepaste. Zijn concurrent, de Duitser Carl Weber, die oorspronkelijk uit Keulen afkomstig was maar zich later eveneens in Roermond vestigde, toonde weliswaar een vergelijkbare interesse, maar was conservatiever bij de toepassing van zijn kennis. Hoewel Weber waarschijnlijk de eerste in Nederland was die een neogotische kerk bouwde, was het Cuypers die voor een echte ommezwaai zorgde. Geleidelijk werd het decoratief toepassen van gotische vormen vervangen door de echte neogotiek, waarbij de bouwkundige principes van de gotiek minstens zo belangrijk zouden zijn als de vormen. Om zijn kennis van de gotiek te vergroten volgde Cuypers in ca. 1854 enkele lessen bij de Franse architect E.E. Viollet-le-Duc, met wie hij bevriend raakte. Doordat Cuypers over een eigen werkplaats voor kerkelijke kunst beschikte was hij in staat kerken compleet met interieur te leveren.
Cuypers' werk trok de aandacht van de katholieke schrijver Joseph Alberdingk Thijm, die Cuypers' neogotische werk in het blad Dietsche Warande als de ware katholieke architectuur beschreef. Inderdaad zou na het herstel van de bisschoppelijke hiërarchie in 1853 de neogotiek snel de katholieke stijl bij uitstek worden. Alberdingk Thijms reclame voor Cuypers had tot gevolg dat de architect vanaf 1859 ook boven de grote rivieren ging bouwen, te beginnen met de Sint-Laurentiuskerk in Alkmaar.
Een van zijn eerste grote projecten waarbij hij de neogotiek toepaste, was bij het herstel van de Sint-Petrus' Stoel van Antiochiëkerk in Sittard. De in 1857 door brand verwoeste barokke torenspits werd in 1861 vervangen door een neogotisch ontwerp van Cuypers.

### Franse invloed
Cuypers' kerkelijke werk was aanvankelijk sterk beïnvloed door de 13e-eeuwse Franse gotiek. Volgens Alberdingk Thijm moest de gotiek eerst opnieuw ontdekt worden voordat de architectuur verder kon worden ontwikkeld omdat de Reformatie voor een breuk in de traditie had gezorgd. Omdat Alberdingk Thijm de inheemse laat-gotiek als inferieur beschouwde moest de breuk eerder worden hersteld, namelijk met het hoogtepunt van de gotiek. Verspreid over Nederland bouwde Cuypers een groot aantal kerken waarin deze Franse invloed een vooraanstaande rol speelde. Hoogtepunten uit deze eerste perioden zijn onder andere de Sint-Lambertuskerk in Veghel en de Sint-Catharinakerk in Eindhoven. In beide gevallen moest een middeleeuwse kerk wijken voor de nieuwbouw. Dit is kenmerkend voor Cuypers' vroege periode: de herbouw van de katholieke kerk als instituut was belangrijker dan het bewaren van het architectonische verleden van de kerk. In datzelfde licht moet ook Cuypers' kerk in Oudenbosch gezien worden. In dit geval echter zondigde hij, door een kopie van de Sint-Pieterskerk in Rome te bouwen, tegen zijn eigen principes over neogotiek en eerlijk materiaalgebruik. Het resultaat was een enorme kerk in de door hem zo verfoeide neoclassicistische stijl, compleet met pleisterwerk en met marmerpatronen beschilderd hout.
Naast de bouw van vele nieuwe kerken en enkele wereldlijke gebouwen leidde Cuypers een groot aantal restauraties in binnen- en buitenland. Cuypers' opvattingen over restauraties zijn later vaak bekritiseerd; niet zelden hield restauratie in dat het uiterlijk van het gebouw danig werd aangetast om te voldoen aan een ideaalbeeld van de betreffende stijl of aan het idee hoe de oorspronkelijke bouwers het gebouw hadden bedoeld. Een vroeg voorbeeld hiervan is de omvangrijke restauratie van de Munsterkerk in Roermond, waarbij Cuypers twee oorspronkelijke torens liet vervangen door nieuwe, een barokke toren liet slopen en twee andere, onvoltooide torens sterk liet verhogen. Mede vanwege de ophef rond deze restauratie besloot Cuypers in 1865 zijn geboortestad te verlaten en zich te vestigen in Amsterdam, waar hij op eigen grond de Vondelstraat liet aanleggen, met huizen en een kerk naar eigen ontwerp, de Vondelkerk. De belangrijkste reden voor de verhuizing naar de hoofdstad was evenwel "om de ruimte, 't intellectuele leven, het moderne verkeer, dat je toch nodig hebt als jong architect voor den groei van je werk" (Cuypers in een brief uit 1912), en het feit dat zijn goede vriend Alberdingk Thijm een uitgebreid netwerk van contacten in Amsterdam had om zijn werk boven de rivieren te kunnen uitbreiden. In Amsterdam bouwde Cuypers in totaal zes kerken. In de meeste gevallen moest de architect de beperkte beschikbare ruimte optimaal benutten. De grotendeels wigvormige Maria Magdalenakerk uit 1889-1891 (gesloopt in 1968) was misschien wel Cuypers' grootste prestatie.

### Verstandhouding met Aartsbisdom Utrecht
Vanaf ca. 1870 ontwikkelde Cuypers zijn stijl verder door ook invloeden uit inheemse varianten van de gotiek te verwerken. Deels komt dit voort uit de macht van het St. Bernulphusgilde in het Aartsbisdom Utrecht, waar onder bescherming van mgr. Schaepman deze Utrechtse School van de neogotiek, met name de architect Alfred Tepe, een belangrijke positie had. Wanneer Cuypers in dit grote gebied opdrachten wilde binnenhalen, moest hij zich conformeren aan de opvattingen van het gilde. Zo werd hij tot twee keer toe, respectievelijk bij de Sint-Vituskerk in Bussum (1883) en bij de Sint-Jozefkerk in Groningen (1886), gedwongen de, door het gilde geïdealiseerde, Broederenkerk te Zutphen te kopiëren. In 1876 had hij al zijn ontwerp voor een kerk in het Friese Heeg moeten aanpassen door er elementen uit het concurrerende ontwerp van Tepe in te verwerken.
In de provincie Utrecht zou Cuypers nooit een kerk bouwen; hier kreeg Tepe vrijwel het totale monopolie. Belangrijke kerkelijke werken uit Cuypers' tweede periode zijn de Sint-Bonifatiuskerk te Leeuwarden, de Sint-Vituskerk te Hilversum, de Sint-Vituskerk in Bussum en de Sint-Petrus' Banden in  Oisterwijk. Vanaf 1886 liet Cuypers geleidelijk meer werk over aan zijn zoon Joseph Cuypers, waardoor nu vaak onduidelijk is welke architect voor welk werk verantwoordelijk was. In 1894 verruilde Cuypers Amsterdam voor Valkenburg en kreeg zijn zoon de leiding over het Amsterdamse kantoor.

### Dommeister
Ook in het buitenland heeft Cuypers een aantal kerken gebouwd, waaronder drie in België en een in Noorwegen. Op 23 september 1873 werd Cuypers benoemd tot Dombaumeister van Mainz, een functie die hij tot 1877 bekleedde. In die hoedanigheid restaureerde en vergrootte hij de Dom in die stad (hij plaatste in 1875 - 1879 een achtkantige vieringtoren op de plek van de eerder gesloopte koepel van Georg Moller) en trad Cuypers op als adviseur in bouwzaken van de bisschop. Als zodanig adviseerde hij bij de restauratie van een aantal andere kerken in het bisdom.
In eigen land werd Cuypers in 1875 lid van het College van Rijksadviseurs voor de monumenten van geschiedenis en kunst. In deze functie speelde hij een belangrijke rol bij de restauraties van met name middeleeuwse monumenten. Het was een machtige positie waarin Cuypers kon beslissen over het al dan niet toekennen van rijkssubsidies. Deze macht heeft hij meerdere malen gebruikt om middeleeuwse kerken in protestantse handen een meer oorspronkelijk (lees: katholiek) uiterlijk te geven, wat in een aantal gevallen tot conflicten leidde. In 1879 werd het College ontbonden, maar Cuypers bleef op het gebied van restauraties een autoriteit waar niemand omheen kon. Nog tot na 1900 zijn er in Nederland maar weinig restauraties geweest waarbij Cuypers niet op zijn minst als adviseur betrokken was. Net als bij de Munsterkerk in Roermond was de lijn tussen restauratie en nieuwbouw vaak erg dun. Een hoogtepunt is de herbouw van Kasteel de Haar in Haarzuilens, een kasteel in romantisch aandoende neogotiek waarbij op grote schaal gietijzer werd toegepast. In latere restauraties toonde Cuypers meer respect voor de toenmalige toestand van een gebouw en de veranderingen die een gebouw sinds de bouwtijd had ondergaan. Tussen 1888 en 1889 was Cuypers een enkel jaar voorzitter van de Maatschappij tot Bevordering der Bouwkunst.

### Rijksmuseum
Hoewel zijn ontwerpen slechts ten dele neogotisch waren en sterk op het maniërisme uit de 17e eeuw waren gebaseerd, werd het resultaat als 'te katholiek' beschouwd, hetgeen voor voorstanders van protestantse dominantie onaanvaardbaar was. Cuypers ontwierp voor het Rijksmuseum ook een aantal bijgebouwen, in een waarvan hij zijn firma vestigde (in een ander gebouw stichtte hij een tekenschool waar hij zelf les gaf), en bemoeide zich actief met de collectievorming. In een vergelijkbare stijl als die van het Rijksmuseum bouwde Cuypers eveneens in Amsterdam het Centraal Station. Afgezien van deze twee opdrachten heeft Cuypers weinig overheidsgebouwen ontworpen.
Tot op zeer hoge leeftijd bleef Cuypers actief. Zijn laatste kerken bouwde hij in 1914 in Vlissingen en Venlo. In de jaren daarna voerde hij nog enkele restauraties uit. Hij overleed in 1921 in Roermond. Daar bevindt zich sinds 1930 naast de Munsterkerk een Cuypers-monument, vervaardigd door de beeldhouwer August Falise. Het grafmonument van Pierre Cuypers, in 2006 gerestaureerd, bevindt zich op Het Oude Kerkhof, Kapel in ’t Zand, in Roermond.

## Fotogalerij

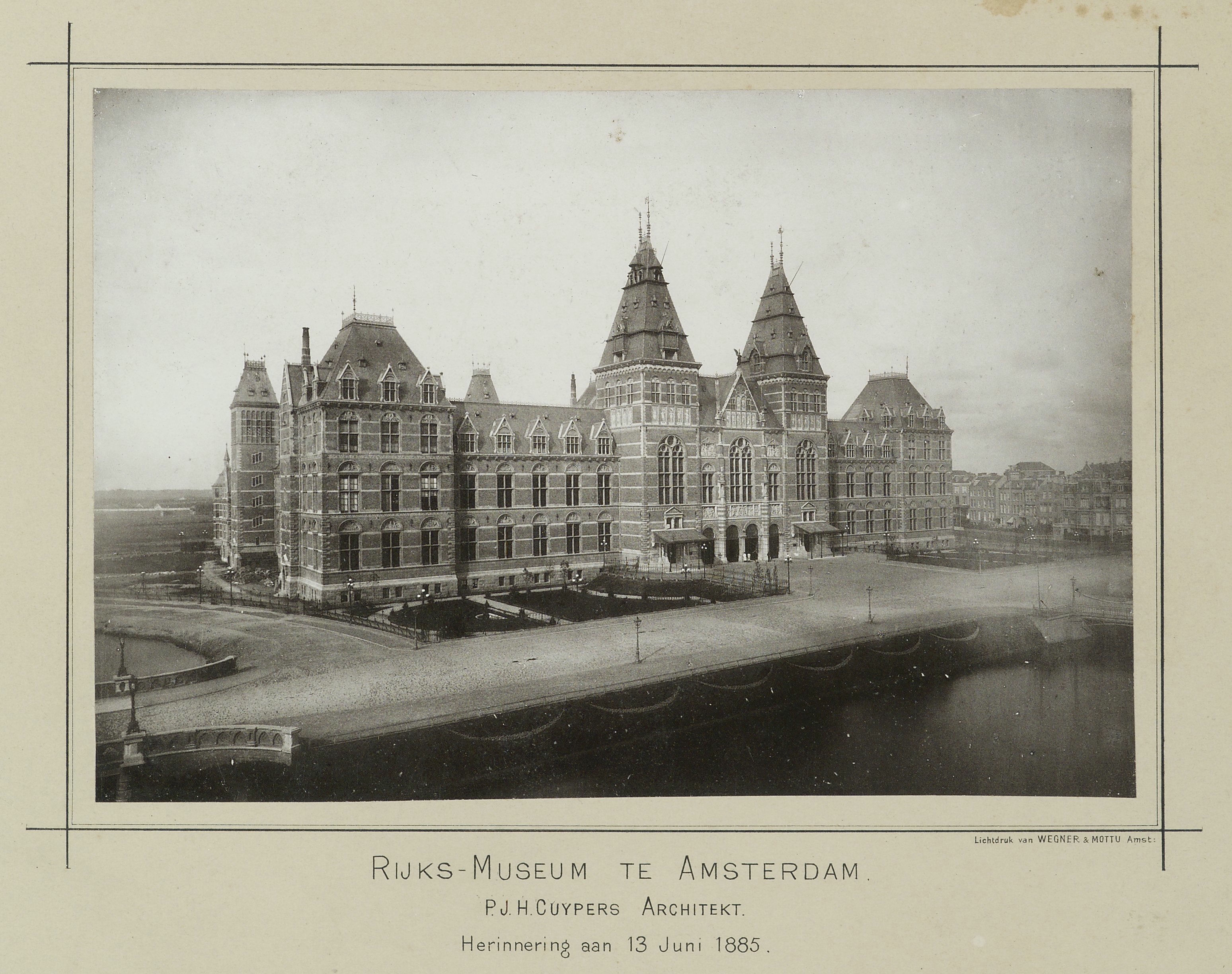
Rijksmuseum rond 1885. Een borstbeeld van Cuypers bevindt zich tegen de zuidelijke gevel van een van de torens.
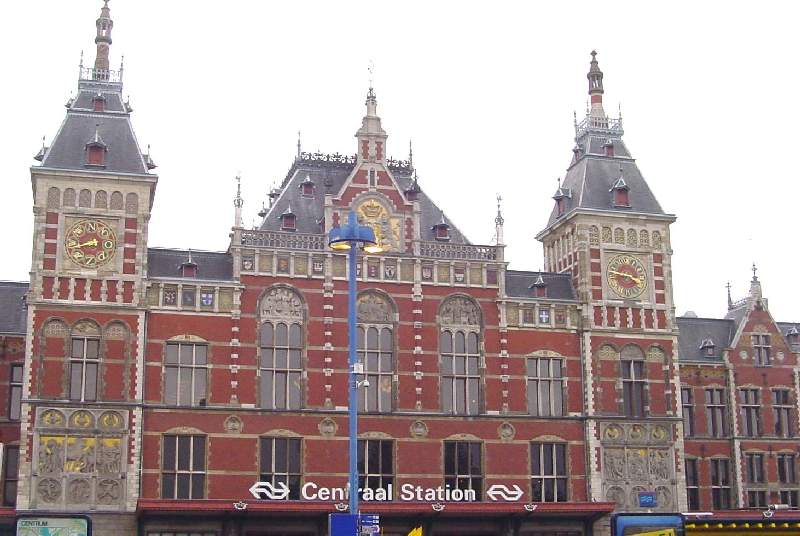
Amsterdam: Centraal Station
Kasteel de Haar en Châtelet met slotgracht
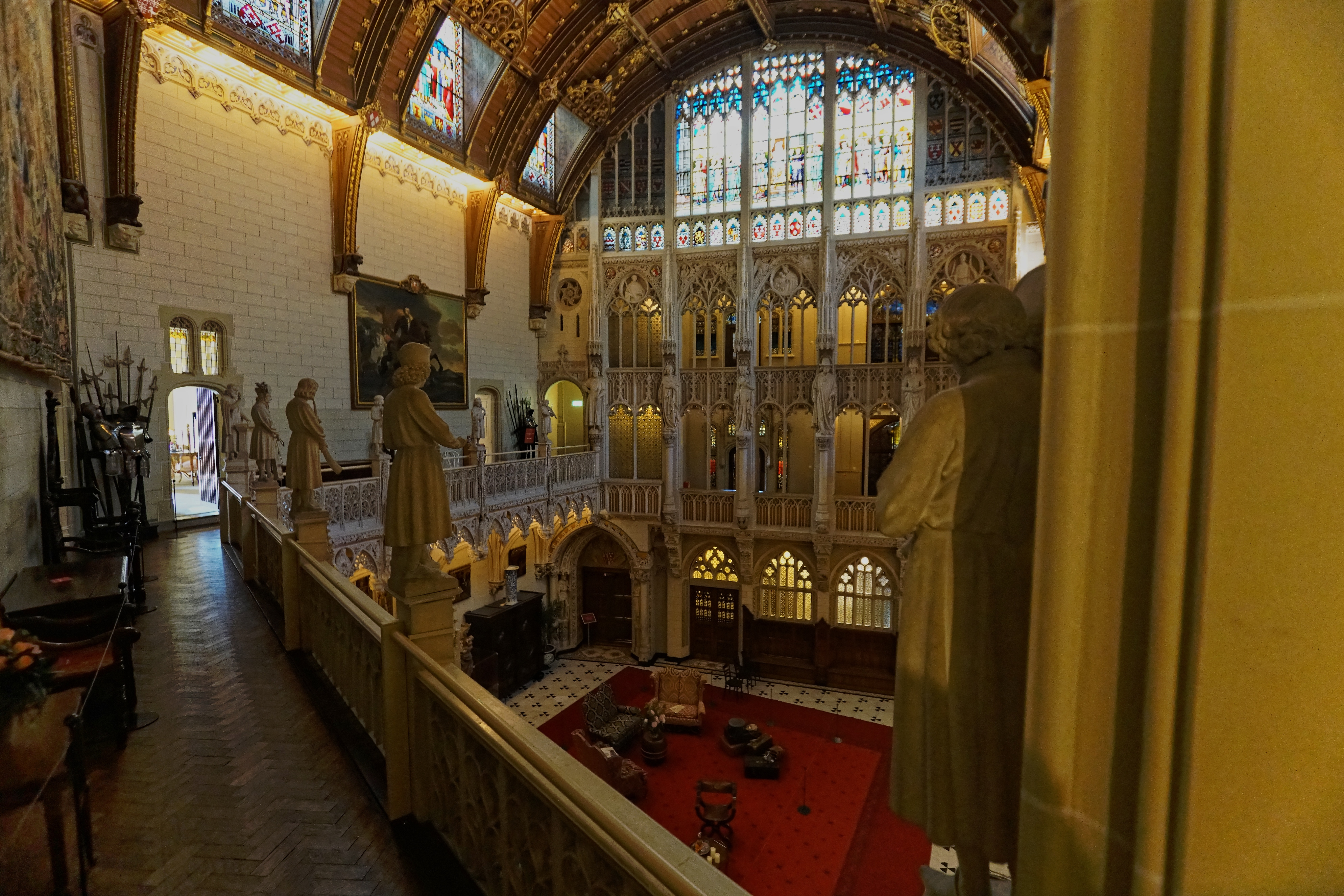
Kasteel de Haar interieur Main Hall
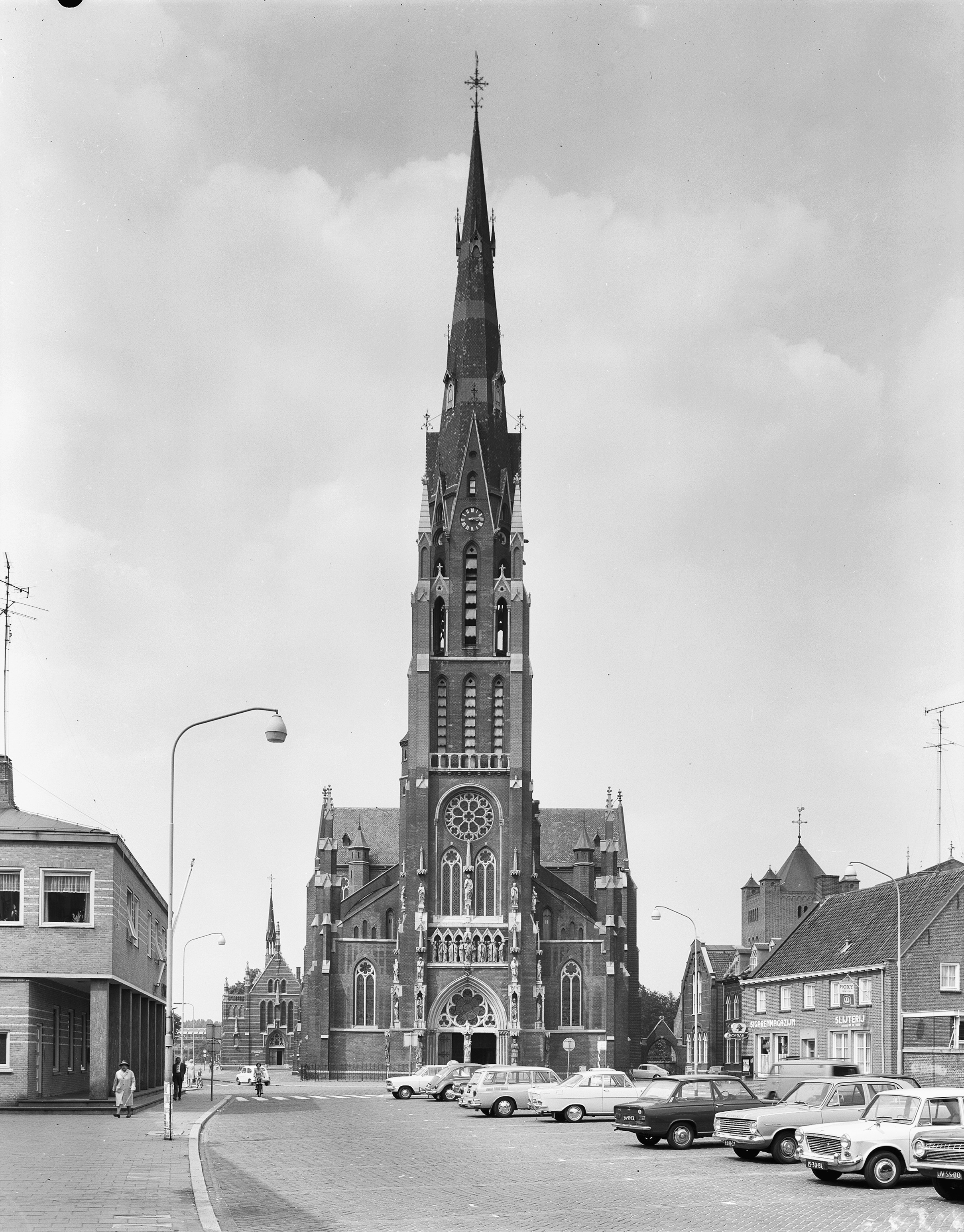
Veghel: Sint-Lambertuskerk
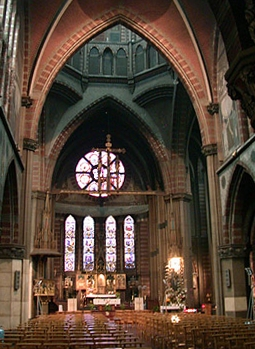
Brussel: Sint-Antonius van Paduakerk
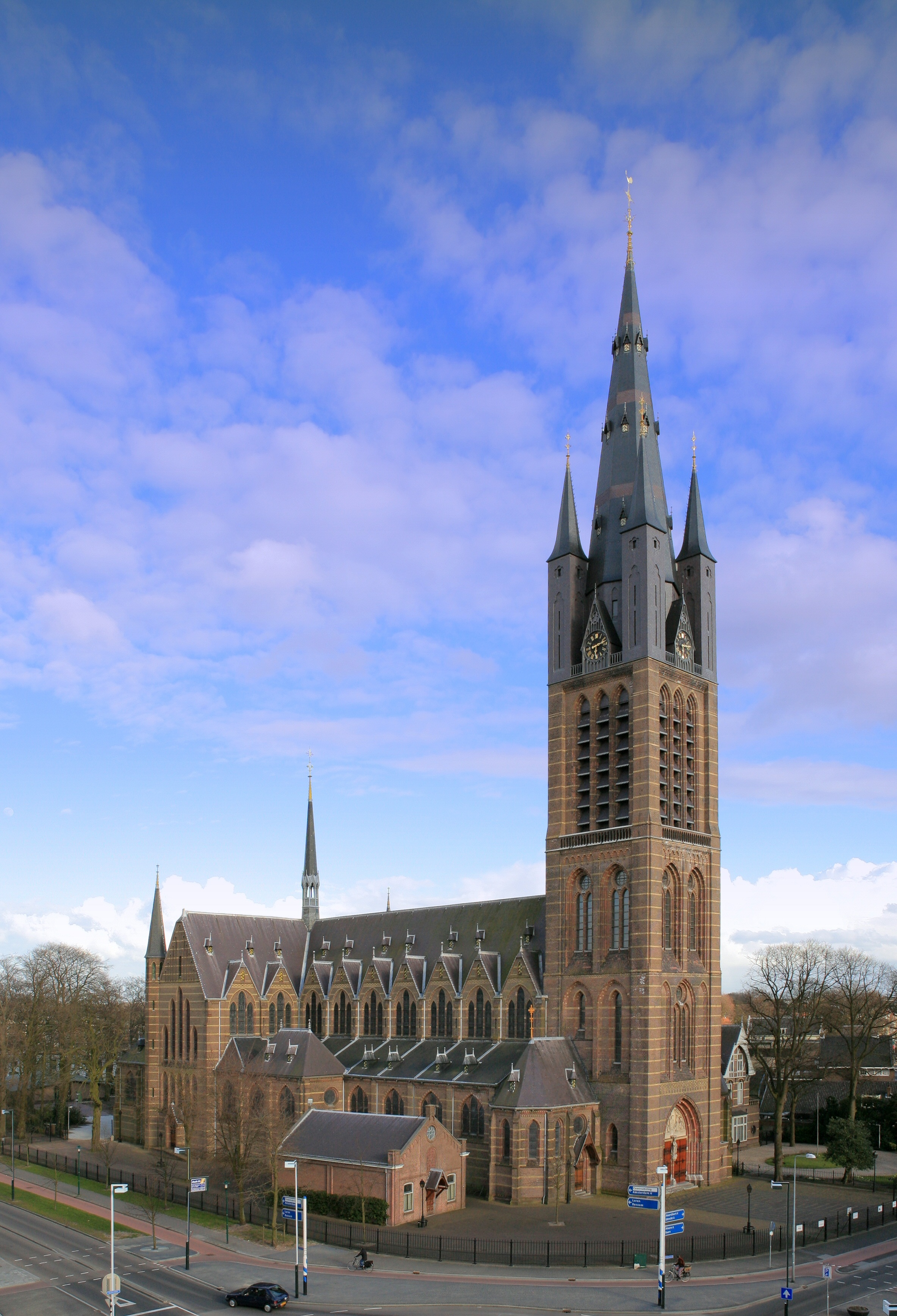
Hilversum: Sint-Vituskerk
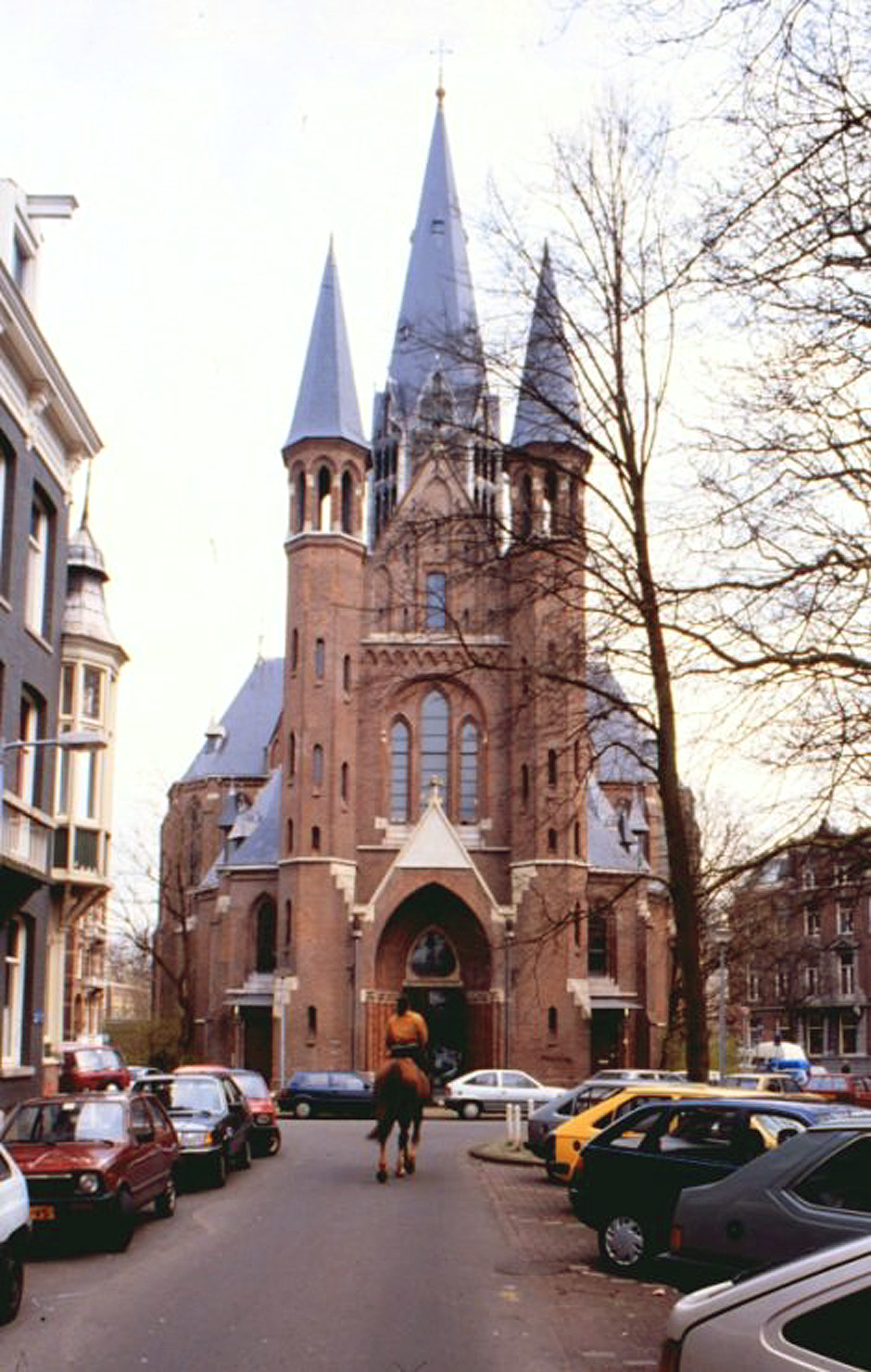
De Vondelkerk in Amsterdam
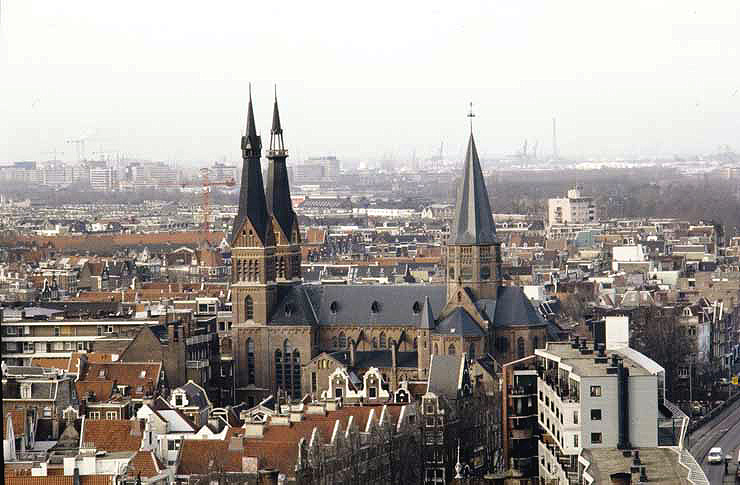
Amsterdam: De Posthoornkerk aan de Haarlemmerstraat
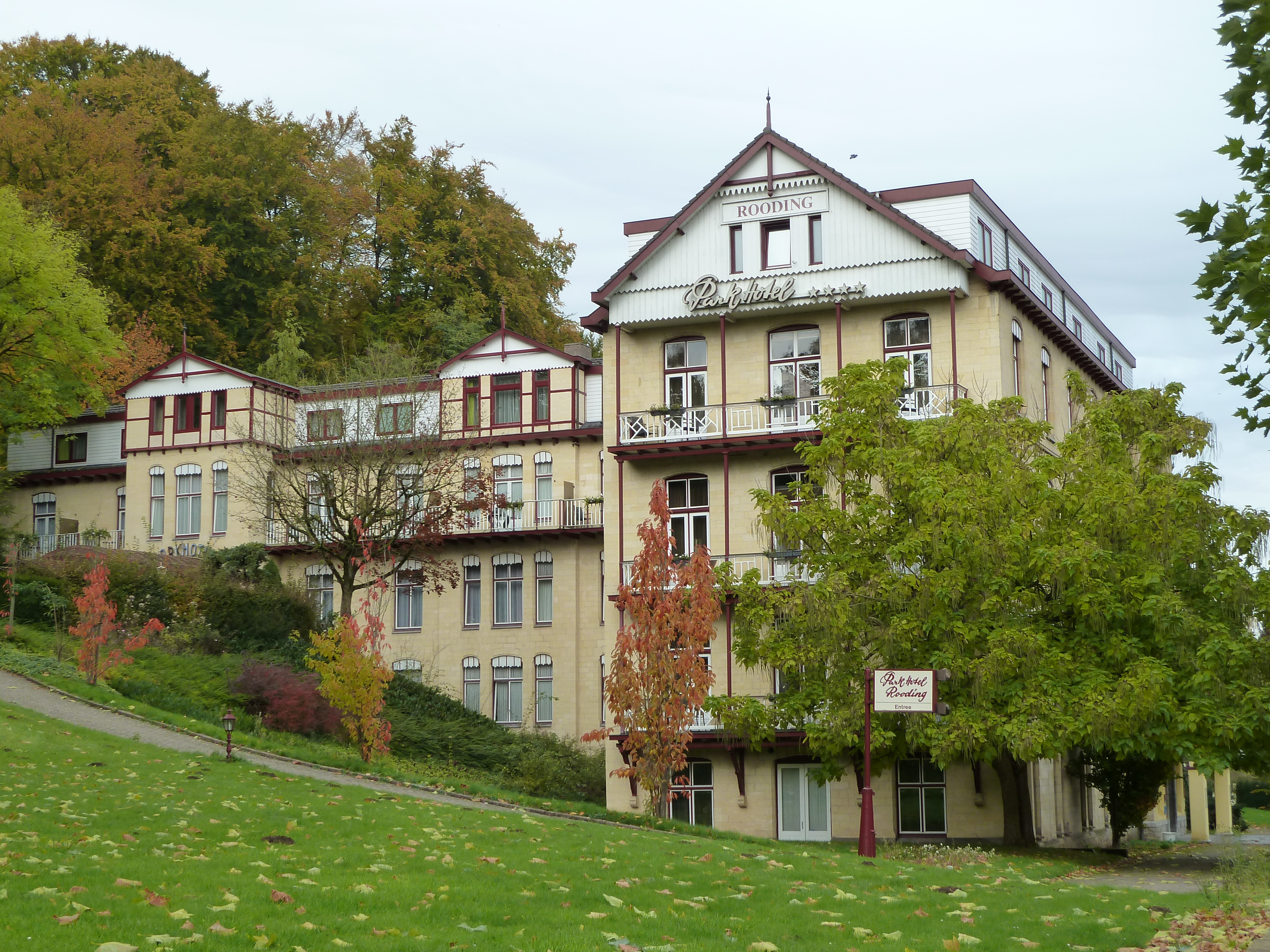
Valkenburg aan de Geul: Kurhaus Huis ter Geul
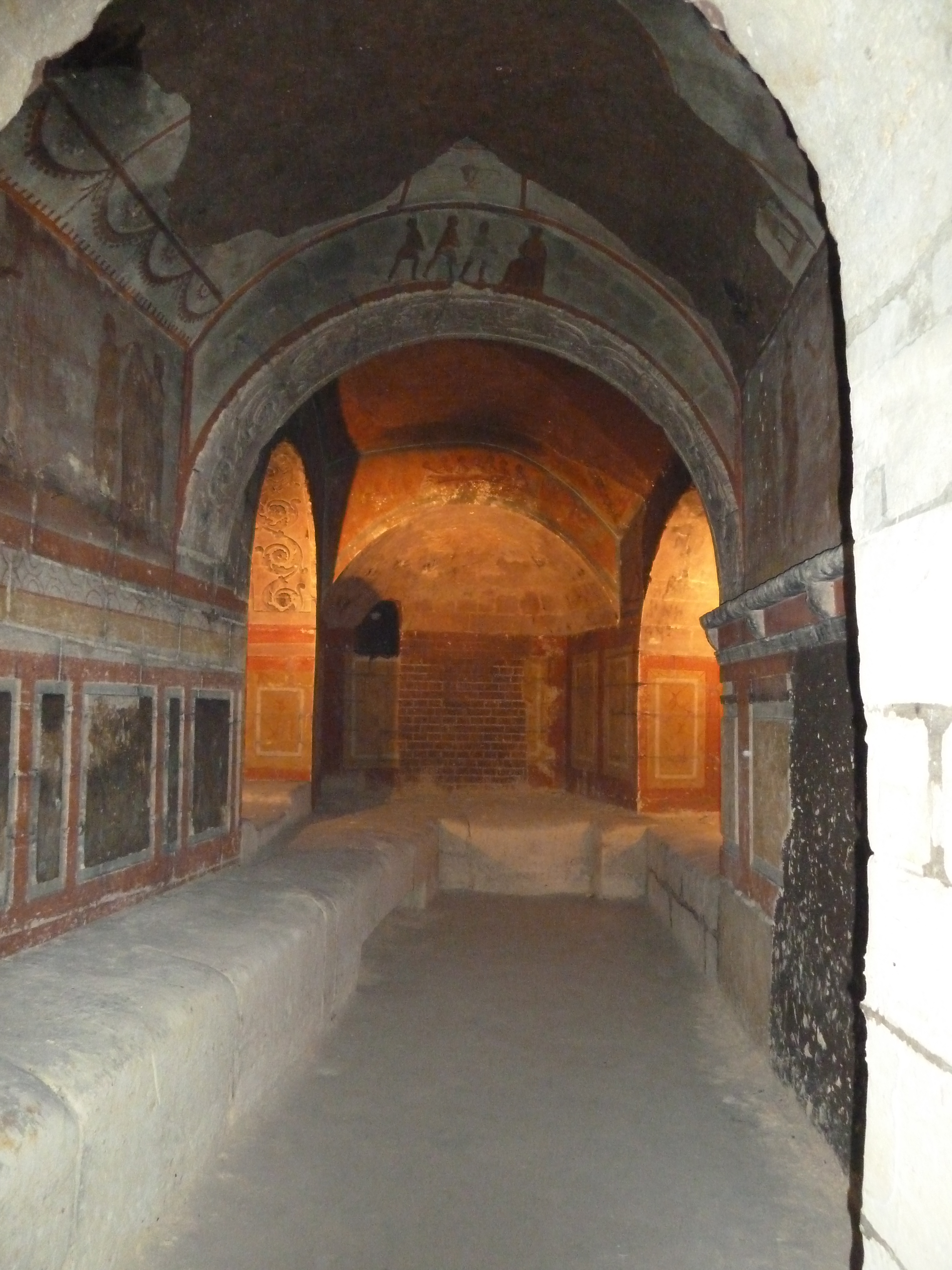
Valkenburg aan de Geul: Romeinse Katakomben
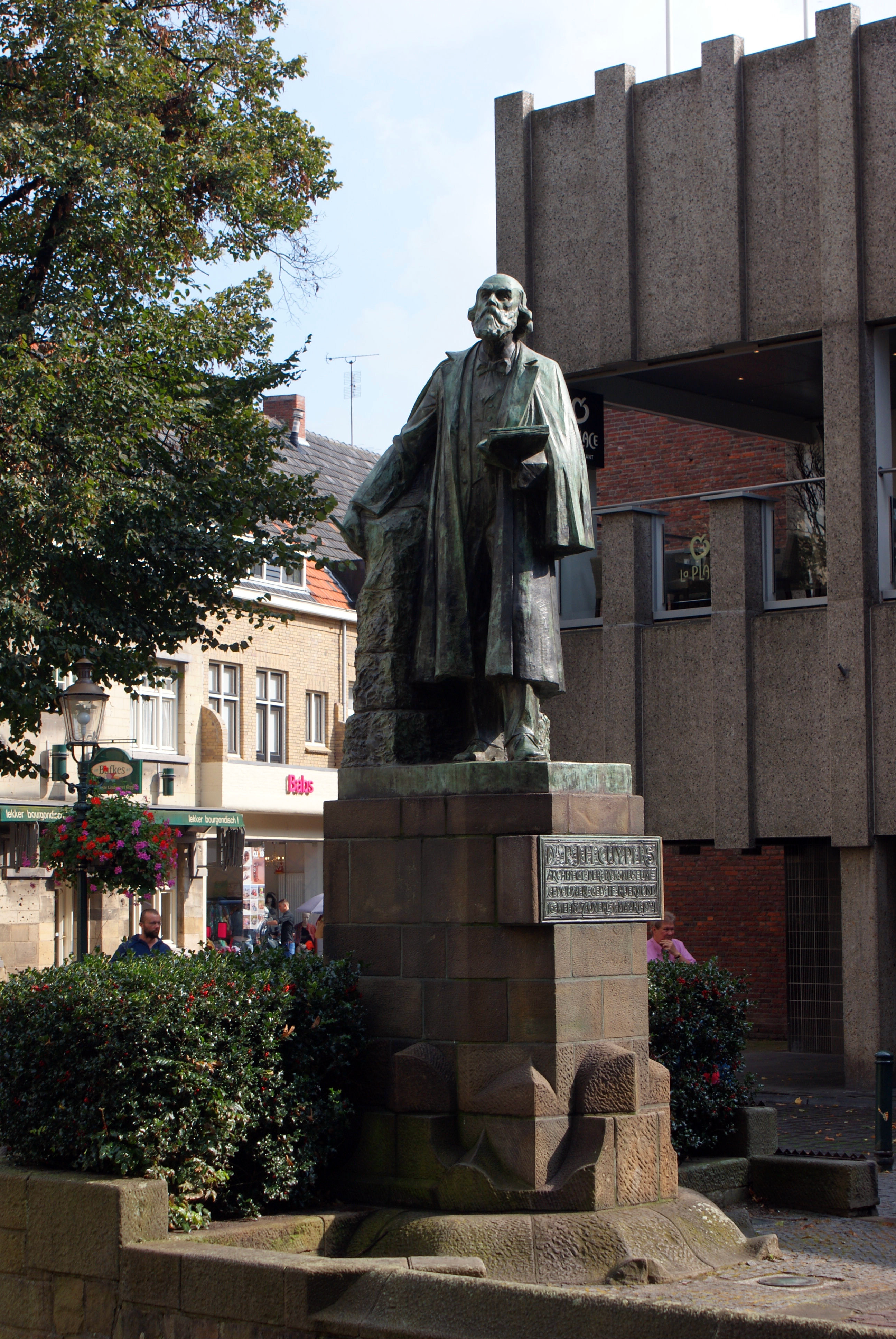
Standbeeld Pierre Cuypers op het Munsterplein te Roermond
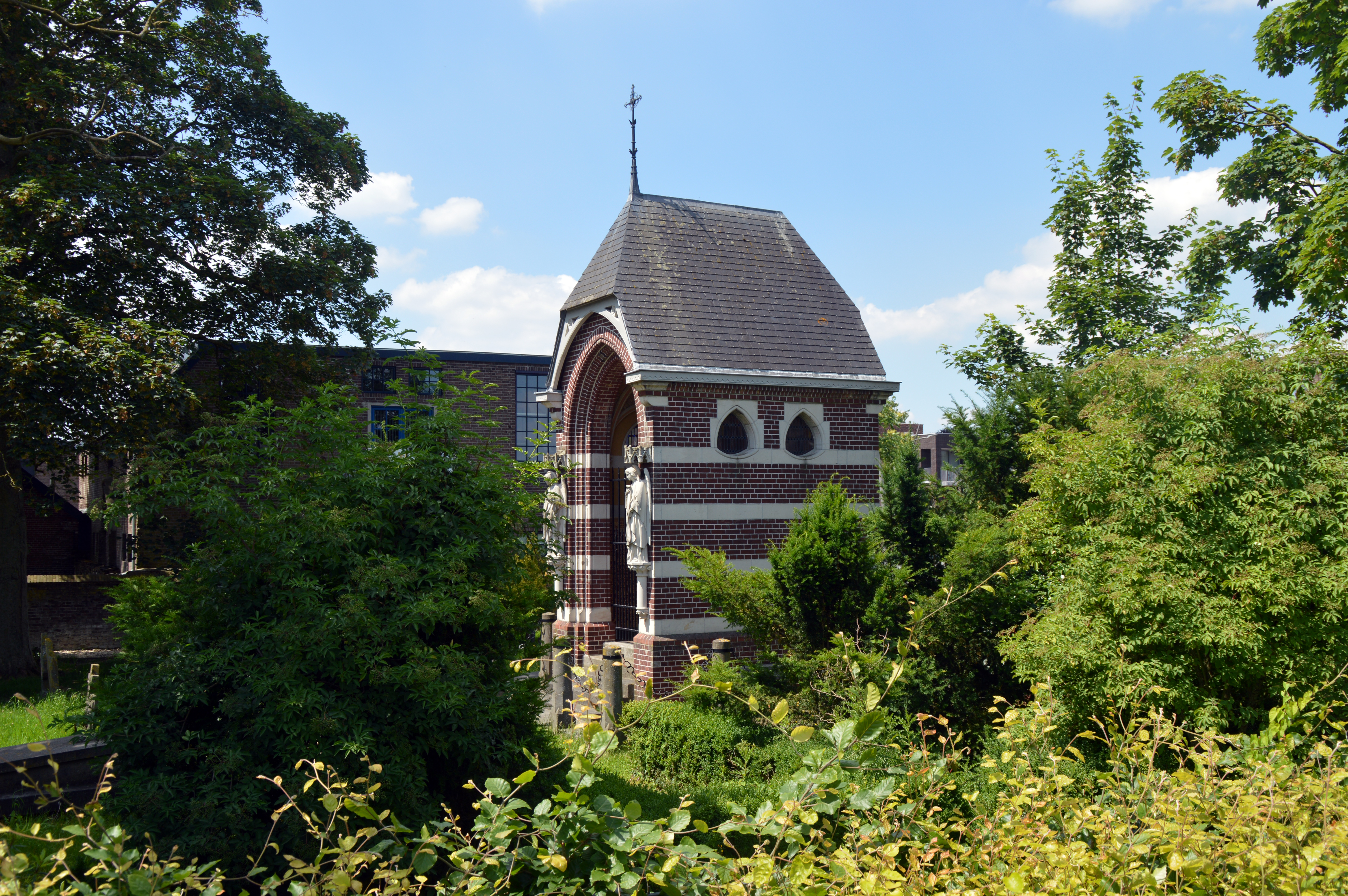
Calvariekapel Cuijk uit 1898
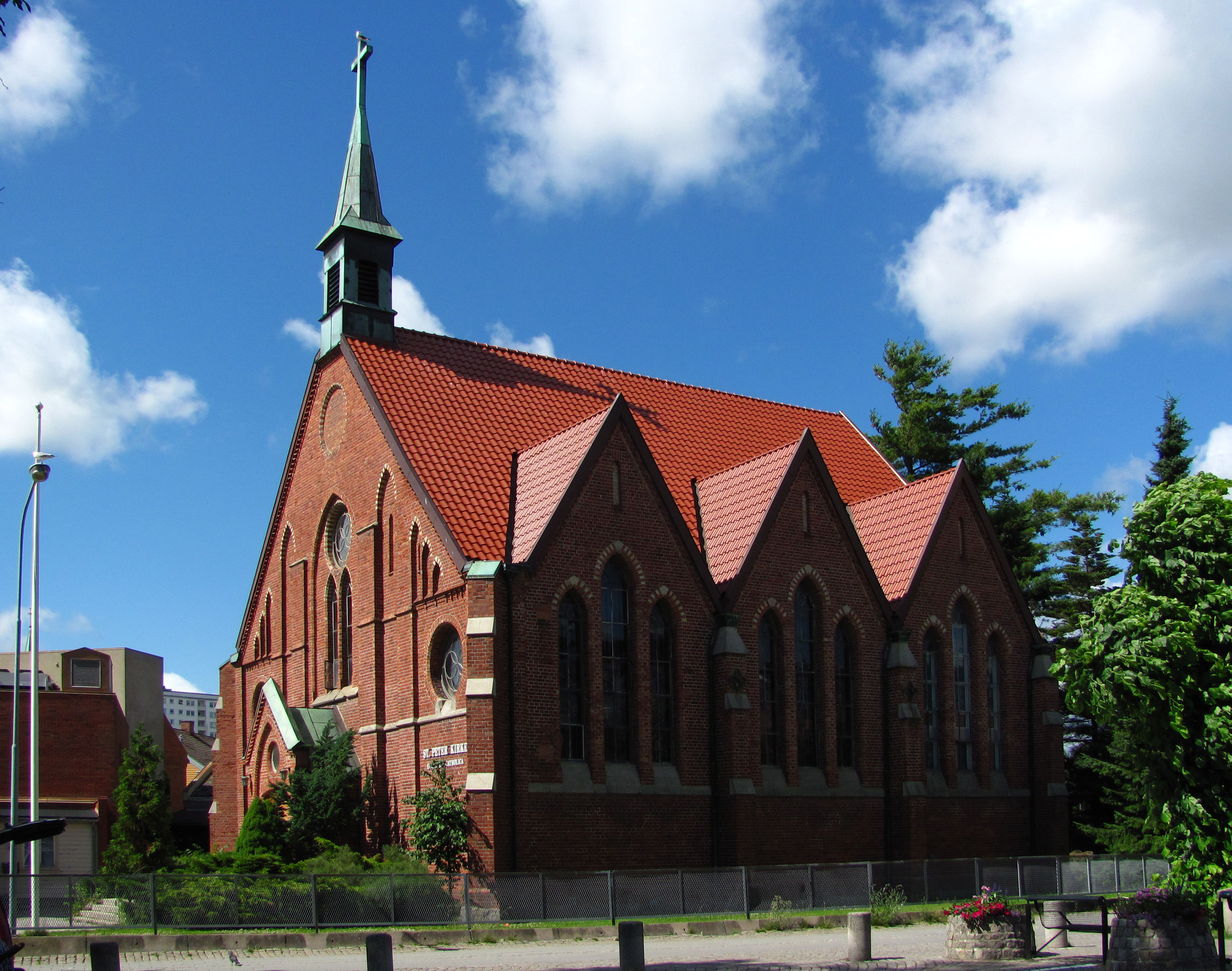
St. Peter katholieke kerk te Halden in Noorwegen (juli 2010)
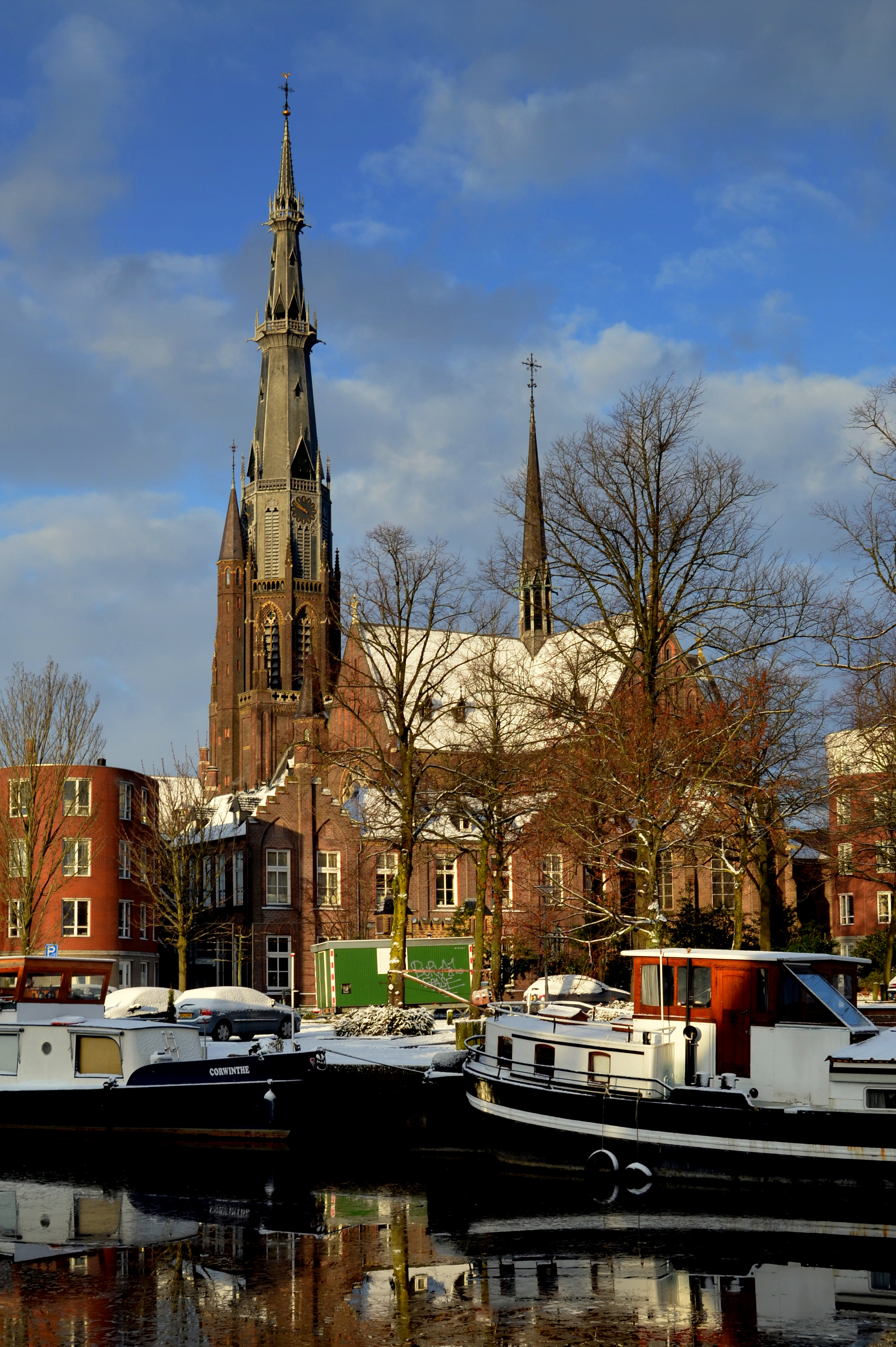
Sint-Bonifatiuskerk in Leeuwarden
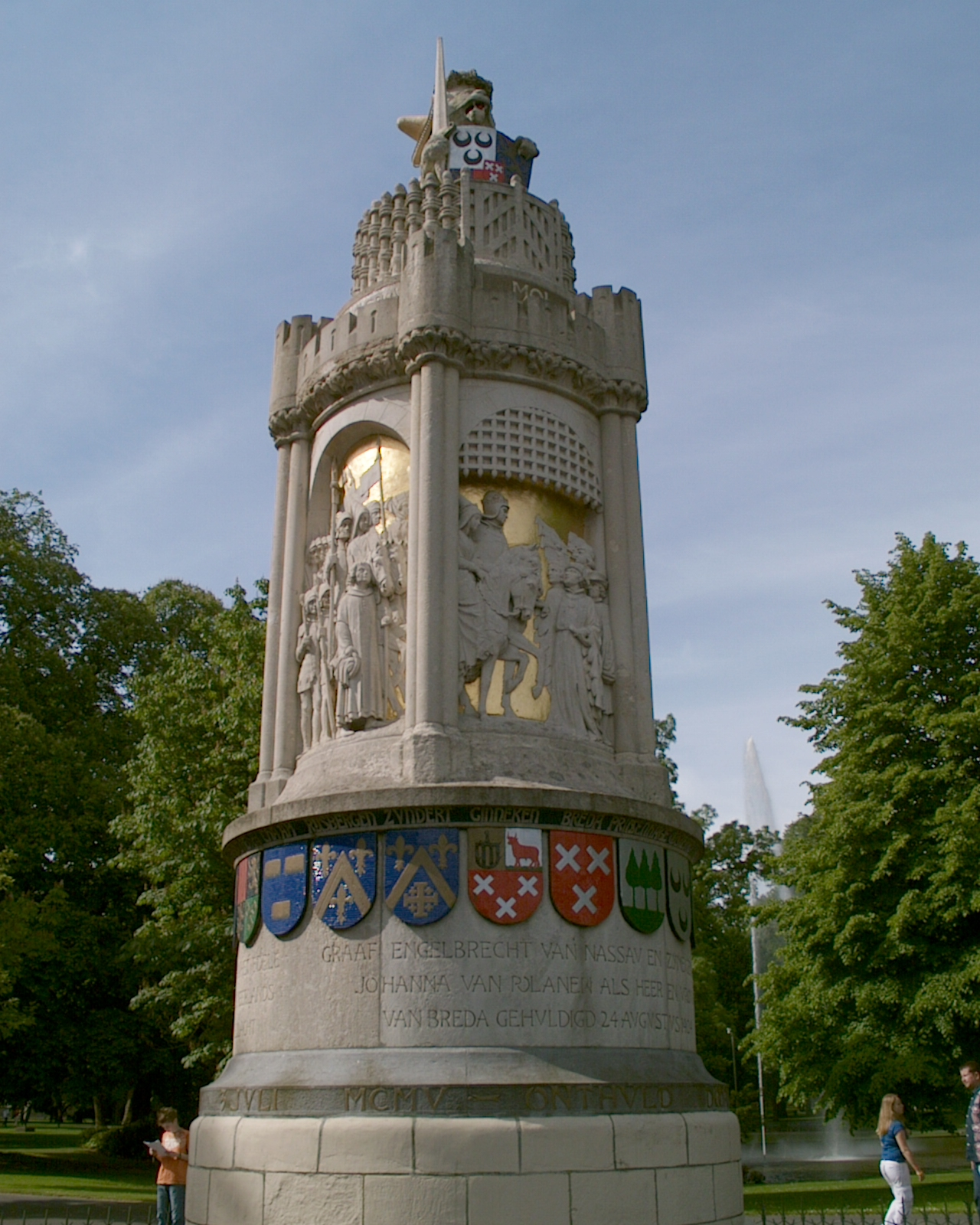
Baroniemonument in Breda
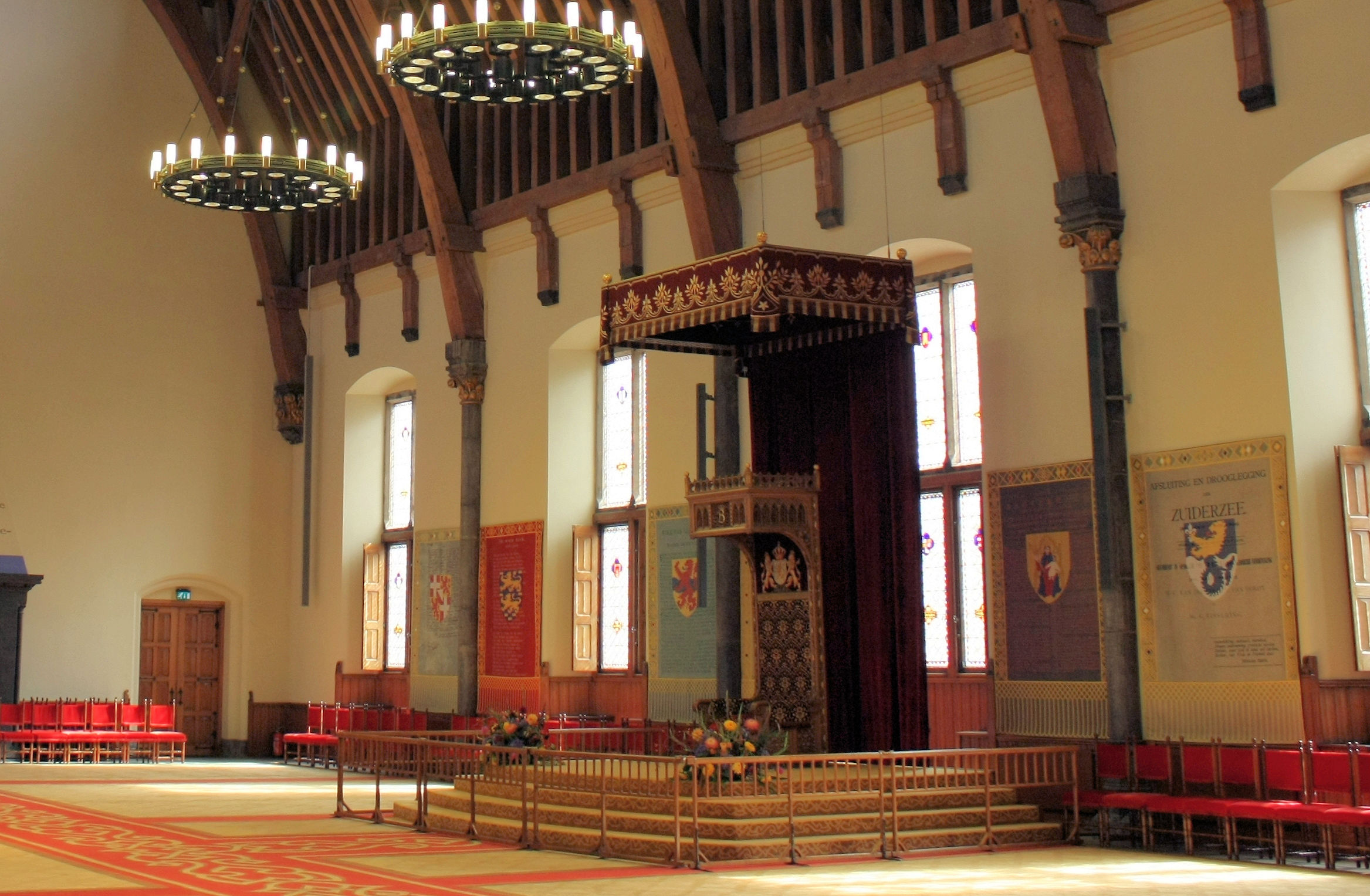
De troon in de Ridderzaal
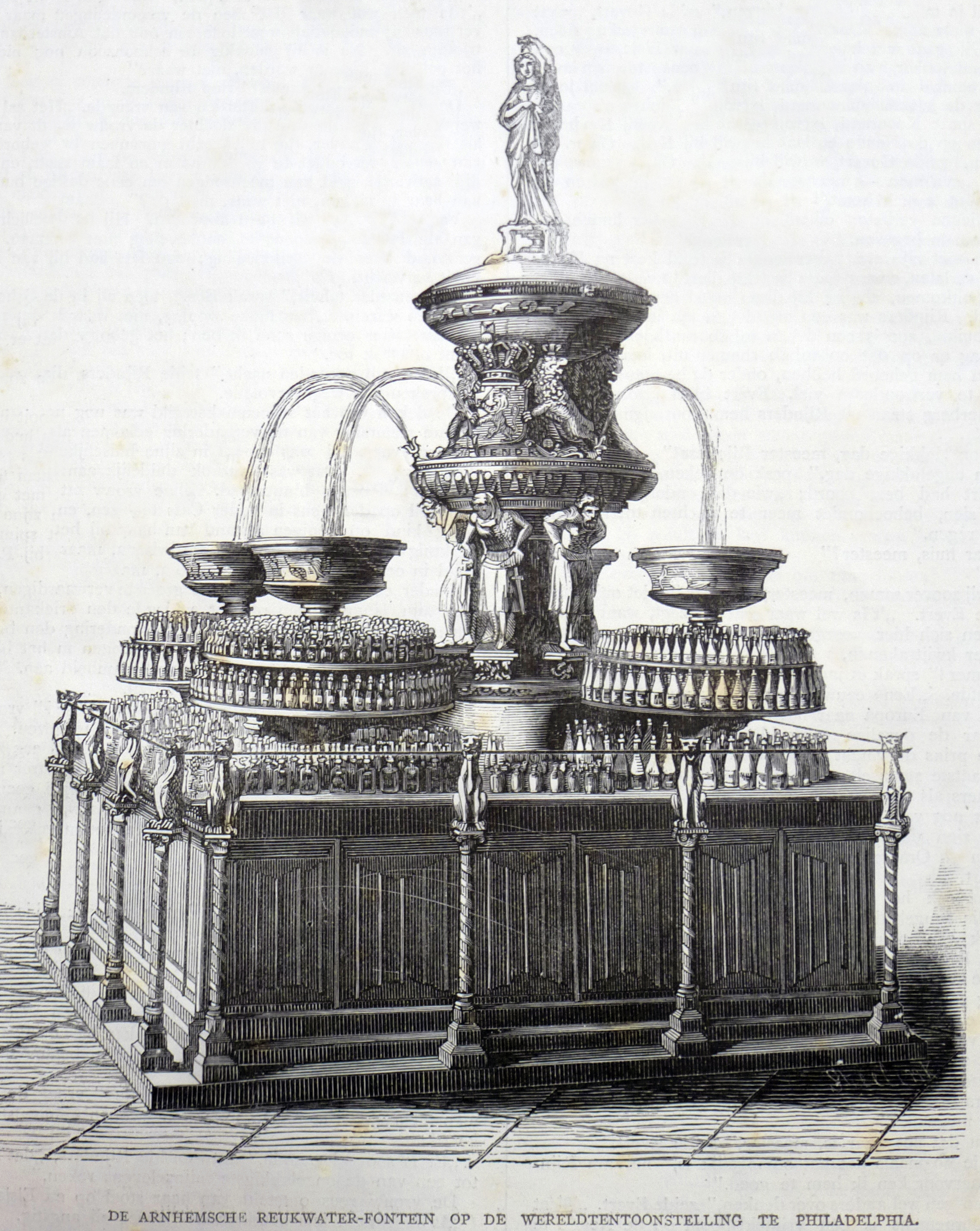
Reukwaterfontein uit 1876 in opdracht van de Koninklijke Arnhemsche Eau de Cologne-fabriek
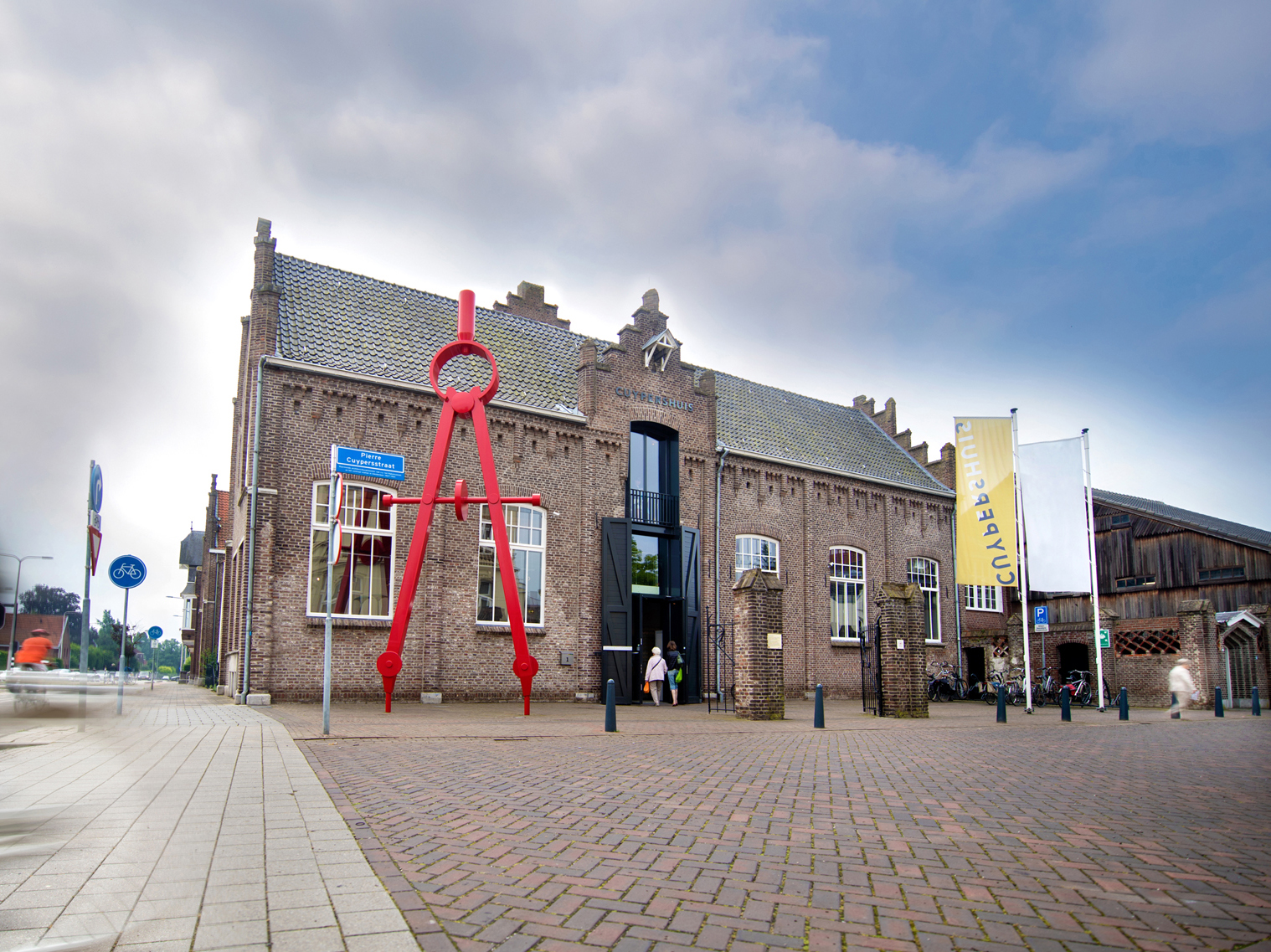
Museum Cuypershuis in Roermond

## Selectie van werken (chronologisch)
Het jaartal staat voor het begin van de bouw.
| Plaatsnaam              | Gebouw                                                                 | Jaar      | Opmerkingen |
| ----------------------- | ---------------------------------------------------------------------- | --------- | --- |
| Montfort                | Jachtslot Kasteel Montfort                                             | 1846      | gerestaureerd in 2005-'06 |
| Venray                  | Pastorie                                                               | 1850      | |
| Roermond                | Huis                                                                   | 1851      | |
| Roermond                | Cuypershuis: eigen huis met werkplaats                                 | 1853      | |
| Oeffelt                 | Sint-Salvatorkerk                                                      | 1853      | door brand verloren gegaan in 1944                                                                                                 |
| Kranenburg (Gelderland) | Sint-Antoniuskerk en pastorie                                          | 1856      | Oudste door Cuypers gebouwde en behouden kerk, gered van de sloop in 1999 door vestiging van het Heiligenbeeldenmuseum in het pand |
| Huissen                 | Dominicanenklooster                                                    | 1856      | |
| Veghel                  | Sint-Lambertuskerk                                                     | 1856      | |
| Maastricht              | Sint-Martinuskerk                                                      | 1856      | |
| Posterholt              | Kasteel Aerwinkel                                                      | 1856      | |
| Stevensweert            | Stadhuis                                                               | 1857      | |
| Demen                   | Sint-Willibrorduskerk                                                  | 1857      | |
| Helenaveen              | Sint-Willibrorduskerk                                                  | 1857      | door brand verloren gegaan in 1944                                                                                                 |
| Haelen                  | Sint-Lambertuskerk                                                     | 1858      | Door Duitsers opgeblazen in 1944                                                                                                   |
| Jabeek                  | Sint-Gertrudiskerk                                                     | 1858      | |
| Sint Agatha             | Restauratie Kruisherenkerk                                             | 1858      | |
| Nijmegen                | Restauratie Jezuïetenkerk                                              | 1858      | |
| Alkmaar                 | Sint-Laurentiuskerk                                                    | 1859      | |
| Eindhoven               | Sint-Catharinakerk                                                     | 1860      | |
| Thorn                   | Restauratie Stiftskerk                                                 | 1860      | |
| Amsterdam               | Kerk Onze Lieve Vrouwe Onbevlekt Ontvangen (Posthoornkerk)             | 1860      | |
| Pey                     | kerk Onze Lieve Vrouw Onbevlekt Ontvangen                              | 1860      | |
| Sittard                 | Restauratie Sint-Petrus' Stoel van Antiochiëkerk                       | 1861      | |
| Bodegraven              | Sint-Willibrorduskerk                                                  | 1862      | |
| Breda                   | Sint-Barbarakerk                                                       | 1865      | |
| Posterholt              | Grafkapel Grafkapel Geradts-Mulbracht                                  | 1865      | gerestaureerd in 2010 |
| Alkmaar                 | Sint-Dominicuskerk                                                     | 1866      | gesloopt in 1985 |
| Ospel                   | Kerk Onze Lieve Vrouw Onbevlekt Ontvangen                              | 1866/67   | |
| Brussel                 | Sint-Antonius van Paduakerk                                            | 1867      | |
| Oudenbosch              | H.H. Agatha en Barbarakerk                                             | 1867      | |
| Ouderkerk aan de Amstel | Sint-Urbanuskerk                                                       | 1867      | |
| Venray                  | Restauratie Sint-Petrus' Bandenkerk                                    | 1867      | opgeblazen in 1944 |
| Ruurlo                  | Sint-Willibrorduskerk                                                  | 1868      | |
| Kloosterburen           | Sint-Willibrorduskerk                                                  | 1868      | |
| Langenboom              | Sint-Josefkerk                                                         | ca.1868   | verloren gegaan door tornado van 10 aug. 1925                                                                                      |
| Blauwhuis               | Sint-Vituskerk                                                         | 1869      | |
| Bocholtz                | Jacobus de Meerderekerk                                                | 1869      | |
| Horst (Limburg)         | Uitbreiding Lambertuskerk                                              | 1869      | opgeblazen in 1944 |
| Veghel                  | Franciscanessenklooster                                                | 1869      | |
| Dokkum                  | Sint-Bonifatiuskerk                                                    | 1870      | |
| Amsterdam               | Heilig-Hartkerk (Vondelkerk)                                           | 1870      | |
| Echt                    | Restauratie en uitbreiding Sint-Landricuskerk                          | 1870      | |
| Maastricht              | Restauratie Sint-Servaaskerk                                           | 1870-90   | westwerktoren in 1955 door brand verloren gegaan                                                                                   |
| Amsterdam               | Sint-Willibrorduskerk buiten de Veste                                  | 1871      | gesloopt in 1970-'71 |
| Sappemeer               | Sint Willibrorduskerk                                                  | 1871      | |
| Sneek                   | Sint-Martinuskerk                                                      | 1872      | onvoltooid |
| Wijtgaard               | O.L.V. Ten Hemelopnemingkerk                                           | 1871      | Afgebroken in 1966 |
| Sneek                   | Sint-Martinuskerk                                                      | 1872      | |
| Mainz                   | Restauratie Dom van Mainz                                              | 1873      | |
| Kessel                  | Kerk O.L. Vrouw Geboorte                                               | 1873      | toren opgeblazen in 1944, gewijzigd herbouwd                                                                                       |
| Amsterdam               | Vondelfontein                                                          | 1873      | in 1949 gesloopt en in 2009 is er een reproductie teruggeplaatst                                                                   |
| Den Haag                | Sint-Jacobus de Meerderekerk                                           | 1875      | |
| Mheer                   | Sint-Lambertuskerk                                                     | 1875-81   | |
| Bovenkerk               | Sint-Urbanuskerk                                                       | 1875      | 15 september 2018 brand, dak ingestort, muren en toren staan nog                                                                   |
| Amsterdam               | Rijksmuseum                                                            | 1876      | |
| Lutjebroek              | Sint-Nicolaaskerk                                                      | 1876      | |
| Druten                  | H.H. Ewaldenkerk                                                       | 1877      | |
| Venlo                   | Restauratie Sint-Nicolaaskerk (Klaaskerk)                              | 1877      | gebombardeerd in 1944 |
| Maastricht              | Restauratie Sint-Janskerk                                              | 1877-85   | |
| Nes op Ameland          | Sint-Clemenskerk                                                       | 1878      | na brand in 2013 hersteld |
| Baarlo (Limburg)        | Restauratie H. Petruskerk                                              | 1878      | opgeblazen in 1944 |
| Venlo                   | Restauratie Grote of Sint-Martinuskerk                                 | 1879      | door brand verloren gegaan in 1944                                                                                                 |
| Sevenum                 | H. Fabianus en Sebastianuskerk                                         | 1879      | opgeblazen in 1944 |
| Hees                    | Antonius Abtkerk                                                       | 1880      | |
| Amsterdam               | Centraal Station                                                       | 1881      | |
| Leeuwarden              | Sint-Fredericus Liefdesgesticht                                        | 1881      | gesloopt in 1988 |
| Deurne                  | Restauratie en uitbreiding Sint-Willibrorduskerk                       | 1881      | ontwerp gewijzigd in 1961 |
| Zaltbommel              | Restauratie Maarten van Rossumhuis (nu Museum Stadskasteel Zaltbommel) | 1881-1884 | |
| Leeuwarden              | Sint-Bonifatiuskerk                                                    | 1882      | |
| Nieuwstadt              | Restauratie Sint Johannes de Doper                                     | 1882      | |
| Bussum                  | Sint-Vituskerk                                                         | 1883      | In 2002 intern aangepast tot een wooncomplex                                                                                       |
| Amsterdam               | H.H. Nicolaas en Barbara (De Liefde)                                   | 1884      | gesloopt in 1990 |
| Amsterdam               | Sint-Dominicuskerk                                                     | 1884      | |
| Nijmegen                | Sint-Augustinuskerk                                                    | 1884      | gebombardeerd in 1944 |
| Delft                   | Sint-Hippolytuskerk                                                    | 1885      | gesloopt in 1974 |
| Amersfoort              | Restauratie Koppelpoort                                                | 1885      | |
| Susteren                | Restauratie Stiftskerk                                                 | 1885      | |
| Achel (België)          | Abdijkerk Achelse Kluis                                                | 1885      | |
| Den Haag                | Fontein op het Binnenhof                                               | 1885      | |
| Groningen               | Sint-Jozefkerk en pastorie                                             | 1886-1887 | |
| Maastricht              | Restauratie Basiliek van Onze-Lieve-Vrouw                              | 1886-1906 | |
| Amsterdam               | Maria Magdalenakerk                                                    | 1889      | gesloopt in 1968 |
| Valkenswaard            | N.H. kerk Weerderhuys                                                  | 1890      | groot onderhoud in 2008 |
| Hilversum               | Sint-Vituskerk                                                         | 1891      | |
| Valkenburg aan de Geul  | Kurhaus Huis ter Geul                                                  | 1892      | |
| Valkenburg aan de Geul  | Grafkapel Habets                                                       | 1892      | |
| Haarzuilens             | Herbouw Kasteel de Haar                                                | 1892      | |
| Oisterwijk              | Kerk Sint-Petrus' Banden                                               | 1894      | |
| Groningen               | Sint-Martinuskerk                                                      | 1895      | gesloopt in 1982 |
| Nijswiller              | Restauratie en uitbreiding Sint-Dionysiuskerk                          | 1895      | |
| Muiden                  | Restauratie Muiderslot                                                 | 1895      | |
| Tilburg                 | Heilig Hartkerk                                                        | 1897      | gesloopt in 1976 |
| Helmond                 | Heilig Hartkerk                                                        | 1897      | gesloopt in 1955 |
| Klimmen                 | Restauratie Sint-Remigiuskerk                                          | 1904      | |
| Valkenburg aan de Geul  | Restauratie en vergroting H.H. Nicolaas en Barbarakerk                 | 1904      | |
| Vlissingen              | Engelse kerk                                                           | 1905      | Gesloopt om groot plein te creëren vóór het nieuwe stadhuis in 1964                                                                |
| Utrecht                 | Restauratie Huis Zoudenbalch                                           | 1905      | |
| Roermond                | Restauratie Minderbroederskerk                                         | 1906      | |
| Oosterhout              | Sint-Antoniuskerk                                                      | 1907      | |
| Hoeven                  | Seminarie Bovendonk                                                    | 1907      | |
| Valkenburg aan de Geul  | Romeinse Katakomben met Cuypershuisje                                  | 1908-13   | |
| Den Haag                | Kosterswoning Grote of Sint-Jacobskerk                                 | 1910      | Onderdeel van restauratiewerkzaamheden onder zijn leiding tussen 1910 en 1921                                                      |
| Venlo                   | Kerk Onze Lieve Vrouw Onbevlekt Ontvangen                              | 1913      | ontwerp gewijzigd in 1947 |
| Asselt                  | Restauratie en uitbreiding Sint-Dionysiuskerk                          | 1916      | |
| Valkenburg aan de Geul  | Openluchttheater Valkenburg                                            | 1916      | |
| Venlo                   | Uitbreiding Kapel van Onze-Lieve-Vrouw van Genooi                      | 1917      | |
| Zwolle                  | Gedenkteken Thomas a Kempis                                            | 1919      | |
| Hamont (België)         | Ursulinenklooster (kapel)                                              | 1919      | Gerenoveerd in 2024 |

## Onderscheidingen en eerbetoon
De Nederlandse regering heeft Pierre Cuypers onderscheiden met het Grootkruis in de Orde van Oranje-Nassau. Hij was zoals een klein aantal andere zeer vooraanstaande kunstenaars ook Commandeur in de Orde van de Nederlandse Leeuw. Koningin Wilhelmina verleende hem de zeldzame Eremedaille in Goud voor Voortvarendheid en Vernuft verbonden aan de Huisorde van Oranje. De katholieke Cuypers was Ridder in de Pauselijke Orde van Sint-Gregorius de Grote.
Cuypers was Commandeur der Ie Klasse of Grootofficier in de Spaanse Orde van Isabella de Katholieke.

## Leerlingen en medewerkers

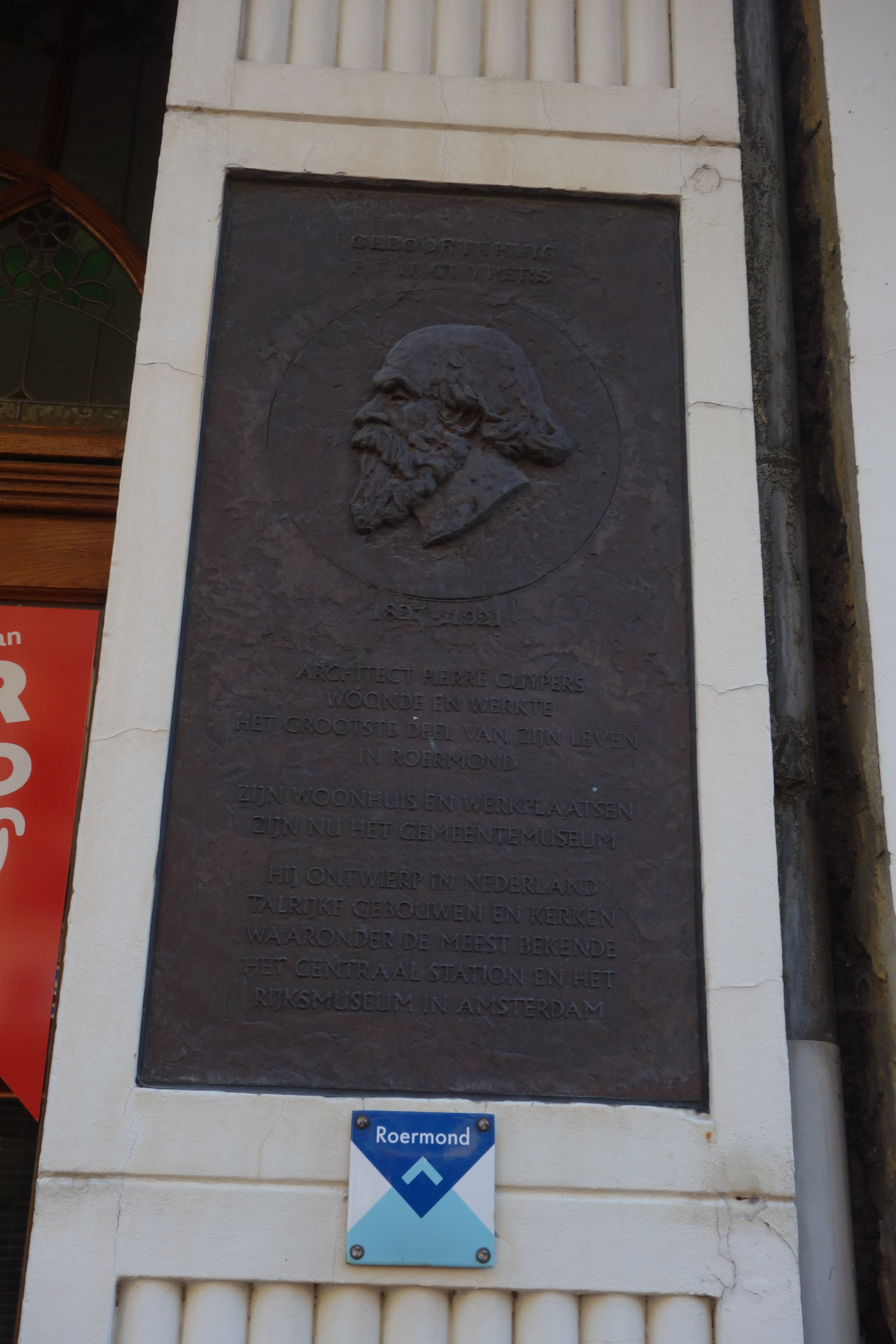
Plaquette geboortehuis (Hamstraat, Roermond)

Het grote belang van Cuypers spreekt mede uit het grote aantal architecten die in zijn dienst werden opgeleid. Architecten die vroeg in hun carrière op de bureaus van Cuypers in Roermond en Amsterdam werkten zijn o.a.:
- K.P.C. de Bazel
- A.C. Bleijs
- J.W. Boerbooms
- A.C. Bolsius
- A.J.N. Boosten
- E. Corbey
- Eduard Cuypers
- J.Th.J. Cuypers
- C.J.H. Franssen
- J.H.H. van Groenendael
- Jan Jorna
- J.H.J. Kayser
- P.J.C. Klaarhamer
- J.J. van Langelaar
- J.M.L. Lauweriks
- F.A. Ludewig
- Evert Margry
- Nicolaas Molenaar sr.
- Adolph J.M. Mulder
- C.H. Peters
- Wolter te Riele
- François van Schoubrouck
- Jan Stuyt
- Jos Tonnaer
- H.W. Valk
- H.Th. Wijdeveld

## Werk in openbare collecties (selectie)
- Cuypershuis, Roermond
- Rijksmuseum Amsterdam[11]

## Trivia
- In 1907 werd hij verzocht voorzitter te worden van de Ambacht en Teekenschool in Roermond. Hij bleef dit tot zijn dood in 1921. Nadat de opleiding naar een nieuwe locatie verhuisde in 1960/61, werd de nieuwe locatie vernoemd naar Dr. Cuypers: de R.K. Scholengemeenschap Dr. Cuypers.
- Het openbaar-vervoerbedrijf Veolia vernoemde een van zijn Velios-treinen naar Cuypers.[12]
- In mei 2008 werd een musical opgevoerd in het Theaterhotel de Oranjerie gebaseerd op het leven van Pierre Cuypers. De musical was geschreven door Hans van Bergen, met muziek van Hub Boesten en stond onder regie van André van Hest.[13]
- In 2007 verscheen de Cuyperscode, een Alternate Reality Game over het leven en werken van Pierre Cuypers. De enorme hoeveelheid achtergrondinformatie en het spel-element maakten deze ARG geschikt voor het onderwijs. In januari 2009 verscheen deel 2 van de Cuyperscode.[14]
- In september 2023 was de eerste voorstelling in het verbouwde Theaterhotel de Oranjerie een muziektheater over het leven van Pierre Cuypers. Dit werd geschreven door Ton Nizet, muziekproducer Ron Antems en regie in handen van Bart Segers.[15] [16]
- In 1896 schetste Cuypers een ontwerp voor een bierhal die op het Rembrandtplein in Amsterdam. Dit is nooit uitgewerkt tot een ontwerp, maar 2011 was dit ontwerp de basis voor restaurant Anafora in het Máximapark in Utrecht.